# Panjeng
Panjeng is een bestuurslaag in het regentschap Ponorogo van de provincie Oost-Java, Indonesië. Panjeng telt 1651 inwoners (volkstelling 2010).